# جيف هورناسيك
جيف هورناسيك (بالإنجليزية: Jeff Hornacek)‏ مواليد 3 مايو 1963 في إلمهورست، هو لاعب كرة سلة أمريكي سابق تحول إلى التدريب بعد الاعتزال بدأ مسيرته الاحترافية في سنة 1986 يدرب فريق فينيكس صنز في الرابطة الوطنية لكرة السلة. يبلغ طوله 6 قدم 4 بوصة (1.9 م). اعتزل اللعب في 2000.

## فرق لعب لها
- فينيكس صنز
- فيلادلفيا سفنتي سيكسرز
- يوتاه جاز

## روابط خارجية
- جيف هورناسيك على موقع إن بي أي (الإنجليزية)
- جيف هورناسيك على موقع سبورتس رفرنس (الإنجليزية)
- جيف هورناسيك على موقع كرة السلة الأوروبية.كوم (الإنجليزية)
- جيف هورناسيك على موقع كلية كرة السلة في سبورتس رفرنس.كوم (الإنجليزية)
- جيف هورناسيك على موقع ريلجم (الإنجليزية)
- جيف هورناسيك على موقع بروبوليرز (الإنجليزية)
- جيف هورناسيك على موقع سبورتس رفرنس (الإنجليزية)